# Gai Juli Higí
Gai Juli Higí (llatí: Gaius Julius Hyginus) va ser un escriptor i gramàtic de l'antiga Roma que va ser deixeble d'Alexandre Polihístor i llibert de l'emperador August. De les múltiples obres que va escriure, totes s'han perdut, i, malgrat que hom li atribuïa l'autoria de les Faules i del tractat De astronomia, actualment es tendeix a pensar que no són obra seva.

## Biografia
És conegut sobretot pel que en diu Suetoni al De Grammaticis, segons el qual va néixer a Hispània i va ser deixeble de Corneli Alexandre Polihístor. A 19 anys va ser portat a Roma per Juli Cèsar com a esclau i, a la mort del dictador, va passar al seu nebot Octavi August. Més endavant, August el va alliberar, i, pel seu talent i coneixements, el va nomenar cap de la Biblioteca Palatina. Va ser amic del poeta Ovidi, al qual va defensar quan el van exiliar.
Suetoni diu que, ja gran, va caure en desgràcia davant de l'emperador i en gran pobresa. Va rebre ajuda i manteniment de part d'un personatge desconegut, aparentment un historiador de rang consular de qui es deia que, juntament amb Ovidi i Higí, formaven part d'una secta pitagòrica: tal vegada es tractava de Gai Clodi Licin o potser de Paulus Fabi Màxim, un aristòcrata cultivat casat amb Màrcia, neboda d'August.

## Obres
Les seves obres tractaven d'agricultura, gramàtica, mitologia i astrologia, i s'han perdut totes, però ens són conegudes a través d'al·lusions d'altres autors. Es coneixen: De Urbibus Italicis o De Situ Urbium Italicarum, en almenys dos llibres; De Proprietatibus Deorum, De Düs Penatibus, De Virgilio Libri o Commentaria in Virgilium, en almenys cinc llibres, De Familiis Trojanis, De Agricultura, Cinnae Propempticon, De Vita Rebusque Illustrium Virorum, del qual formava part una vida d'Escipió l'Africà; Exempla i De Arte Militari.
Les dues obres que modernament li han reportat més fama són les Faules i el tractat De astronomia, que, amb tot, sembla que l'atribució de la seva autoria és espúria i, en realitat, corresponen a un altre autor desconegut.

### De astronomia
Una primera obra conservada sota la suposada autoria de Gai Juli Higí és el tractat De astronomia (Poeticon Astronomicon Libri IV). El primer llibre es titula De Mundi ac Sphaerae ac utriusque Partium Declaratione, i constitueix un breu tractat de cosmografia, amb definicions de l'univers, l'esfera celeste, la terra i les seves parts. El segon, De Signorum Coelestium Historiis, versa sobre les llegendes dels estels i els catasterismes, i inclou una narració sobre les llegendes relatives als planetes i la Via Làctia. El tercer, De Descriptionibus Formarum Coelestium, parla de les constel·lacions, les seves posicions respecte a l'òrbita terrestre i indica quines estrelles les conformen. El quart llibre, intitulat De quinque Circulorum inter Corpora Coelestia Notatione et Planetis, estudia els cercles celestes, el moviment de l'esfera, la desigualtat de les nits i els dies, la sincronització dels signes del zodíac i el curs del sol i la lluna. L'obra conclou elaborant una teoria de les revolucions planetàries i les distàncies entre elles. Higí es proposa en aquesta obra de fer una exposició més completa de l'univers que la que va fer Arat en els seus Fenòmens. L'obra, publicada en temps d'August, estava dedicada a Paulus Fabi Màxim.

### Faules
Es tracta d'un recull de 277 mites grecs conservats sota el títol de Fabularum Liber i atribuïdes a Gai Juli Higí per Jacob Micyllus, per bé que l'acadèmia moderna tendeix a creure que no n'és l'autor vertader.